# Occidozyga celebensis
Occidozyga celebensis és una espècie de granota que viu a Indonèsia.